# Tordylium officinale
Tordylium officinale är en flockblommig växtart som beskrevs av Heinrich Gottlieb Ludwig Reichenbach. Tordylium officinale ingår i släktet Tordylium och familjen flockblommiga växter. Inga underarter finns listade i Catalogue of Life.